# Criminalz
Criminalz — американський реп-дует, до складу якого входили два учасника, Spice 1 та Celly Cel. Дебютний студійний альбом містить багато пісень за участі Jayo Felony. Попри це він офіційно не входив до гурту. На обкладинці присутні обличчя Spice 1 і Celly Cel. Jayo Felony зазначений як запрошений гість. Платівка потрапила до чартів.

## Дискографія

### Студійні альбоми
| Деталі релізу |
| --- |
| Criminal Activity - Випущений: 7 серпня 2001 - Чартові позиції: № 57 Top R&B/Hip-Hop Albums, № 26 Independent Albums |

### Сингли
- 2001: «My Life»
- 2001: «Doing It Big» (бі-сайд: «My Life»)